# 2e régiment de cavalerie de l'Iowa
Le 2e régiment de cavalerie de l'Iowa (anglais : 2nd Iowa Cavalry Regiment est un régiment de cavalerie qui a servi dans l'armée de l'Union pendant la guerre de Sécession.

## Service
Le 2nd Iowa Cavalry est organisé à Davenport, dans l'Iowa, et est rassemblé dans le camp Joe Holt pour un service fédéral de trois ans entre le 30 août et le 28 septembre 1861. 
Parmi d'autres engagements, le régiment prend part au raid de Grierson à travers Mississippi, en avril 1863, étant détaché de la colonne principale (le 6th et le 7th Illinois Cavalry), après quelques jours pour leurrer la poursuite confédérée.
Le régiment quitte le service fédéral le 19 septembre 1865.

## Total des effectifs et nombre de victimes
Un total de 2 053 hommes ont servi dans le 2nd Iowa, à un moment ou un autre au cours de son existence. Il subit la perte  d'un officier et 59 soldats qui sont tués ou qui sont morts de leurs blessures et de 8 officiers et 207 soldats qui sont morts de la maladie, pour un total de 269 (275?) décès.

## Commandants
- Colonel Washington L. Elliott
- Colonel Edward Hatch
- Colonel Datus E. Coon[3]

Le sergent John McKinney Guild, 2nd Cav. Co. G, IA - archive du NARA